# Mordor
Mordor (Terra Oscura; da mor "oscuro" e (n)dor "paese, terra") è uno dei regni di Arda, l'universo immaginario fantasy creato dallo scrittore inglese J. R. R. Tolkien. Si trova nella Terra di Mezzo.
È il paese di Sauron, una terra tetra, circondata da scurissime montagne, sempre coperta da nuvole e abitata dai servi dell'Oscuro Signore. I fumi e le ceneri di Monte Fato permettono infatti agli Orchi di viverci e controllare la zona, in quanto non esposta alla luce.
Le catene montuose che racchiudono Mordor sono l'Ephel Dúath (Montagne dell'Ombra) a sud e ad ovest, mentre a nord vi sono gli Ered Lithui (Monti Cenere). Le vie principali di accesso alla Terra d'Ombra, come viene anche chiamata Mordor, sono i Cancelli del Morannon ed il valico di Cirith Ungol.
I Cancelli del Morannon bloccavano Cirith Gorgor, l'unico passo attraverso il quale un esercito sarebbe potuto entrare a Mordor, ragion per cui Sauron li vegliava costantemente con il suo Occhio. L'apertura dei cancelli era organizzata tramite un meccanismo guidato da numerosi orchi, e per un'ulteriore sicurezza affinché i cancelli non fossero violati da estranei, le colline intorno ad essi brulicavano di orchi, alloggiati in buchi e caverne scavati nelle montagne. All'inizio della Terza Era, dopo la battaglia che sconfisse Sauron, fu occupato e usato dai gondoriani  per un millennio per difendere la terra di Mordor, passata sotto i loro domini, ed impedire che le forze oscure potessero tornare, costruendo anche le due torri laterali per incrementare le difese, ma venne abbandonato intorno al 1600 della Terza Era, dopo che una piaga indebolì Gondor e i loro numeri, così con il tempo il cancello nero e le torri vennero abbandonati, lasciati in rovina finché poco tempo dopo tornò il Re Stregone e la sua legione, che ripresero il controllo di Mordor, non molto tempo dopo caddero anche le fortezze gondoriane di Minas Ithil e Cirith Ungol.
Nel tempo della Guerra dell'Anello, e davanti ai suoi cancelli si svolgerà la battaglia che la conclude.
Con il crollo del potere di Sauron a causa della distruzione dell'Unico Anello, tutte le sue opere crollano, e di conseguenza anche, stavolta definitivamente, il Nero Cancello.
Della geografia di Mordor sono da ricordare il mare interno di Núrnen, l'altopiano di Gorgoroth, il Monte Fato con la voragine del Sammath Naur, il luogo dove fu forgiato l'Unico Anello, e naturalmente Barad-dûr, la Torre Oscura, la residenza di Sauron.
Il Núrnen, situato nella parte sud-est di Mordor, è circondato da campi coltivati poiché la sua presenza rende questa zona la più fertile di tutta la regione; le terre circostanti sono coltivate da schiere di schiavi. Dopo la sconfitta di Sauron il re di Gondor, Aragorn, libera gli schiavi e dona loro le terre intorno al lago.

Posizione di Mordor nella Terra di Mezzo

Ne Il Signore degli Anelli Frodo e Sam, guidati da Gollum, riescono ad entrare nella Terra d'Ombra attraverso il valico di Cirith Ungol con molta difficoltà, riuscendo infine a distruggere l'anello nella voragine del Monte Fato e provocando la sconfitta di Sauron con la conseguente rovina del suo dominio sulla terra di Mordor.